# 中岳 (八ヶ岳)
中岳（なかだけ）は、八ヶ岳連峰の一峰で標高約2,700 mの山。八ヶ岳中信高原国定公園に属する。
八ヶ岳最高峰の赤岳と阿弥陀岳の間に位置する。周辺は森林限界を超えているため、展望が良い。

## 周辺の山
- 赤岳 (2,899 m)
- 横岳 (2,829 m)
- 阿弥陀岳 (2,805 m)

## 周辺の山小屋
- 赤岳頂上小屋
- 行者小屋

## 画像

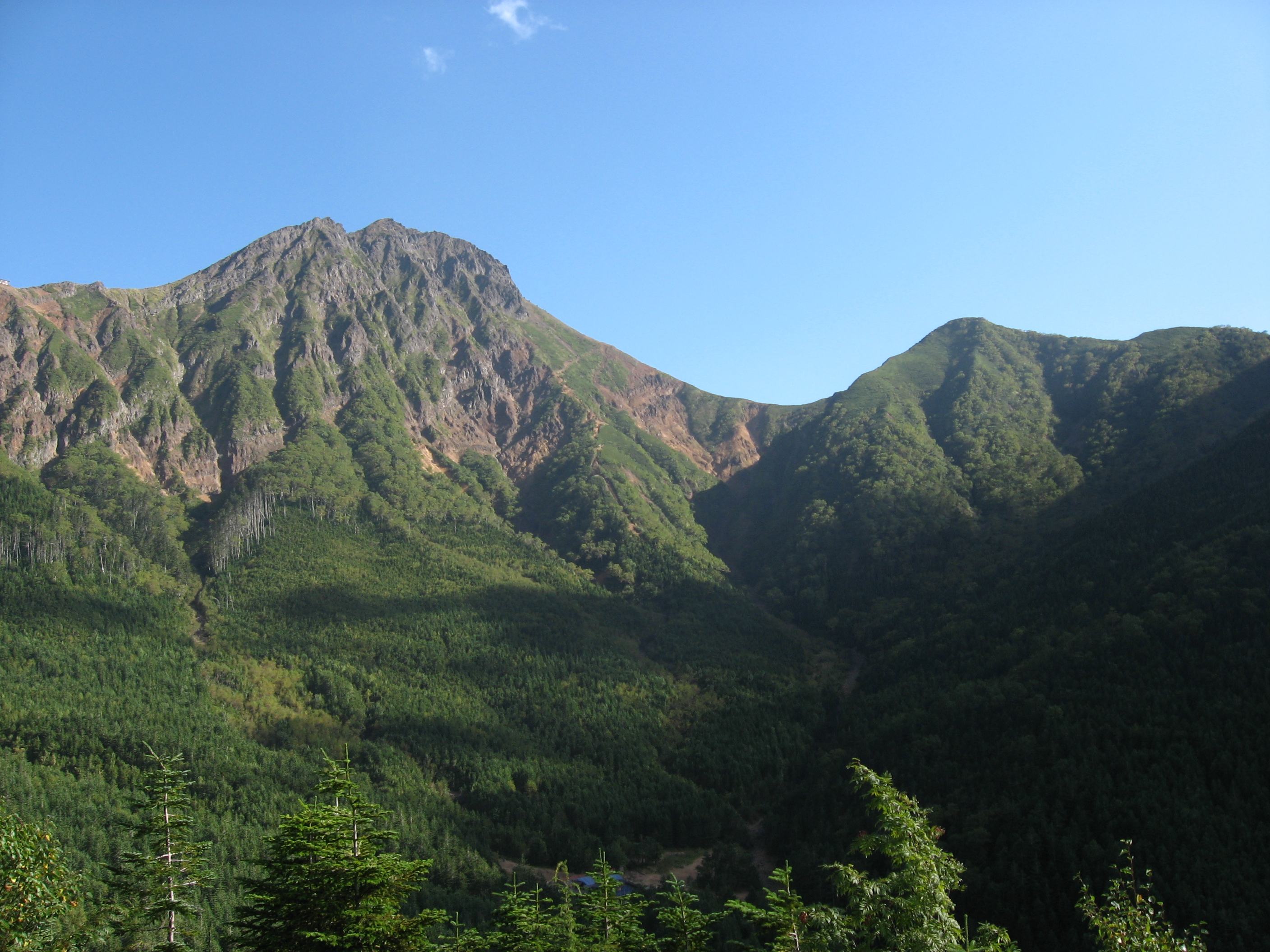
中山展望台より赤岳（左）と中岳（右）
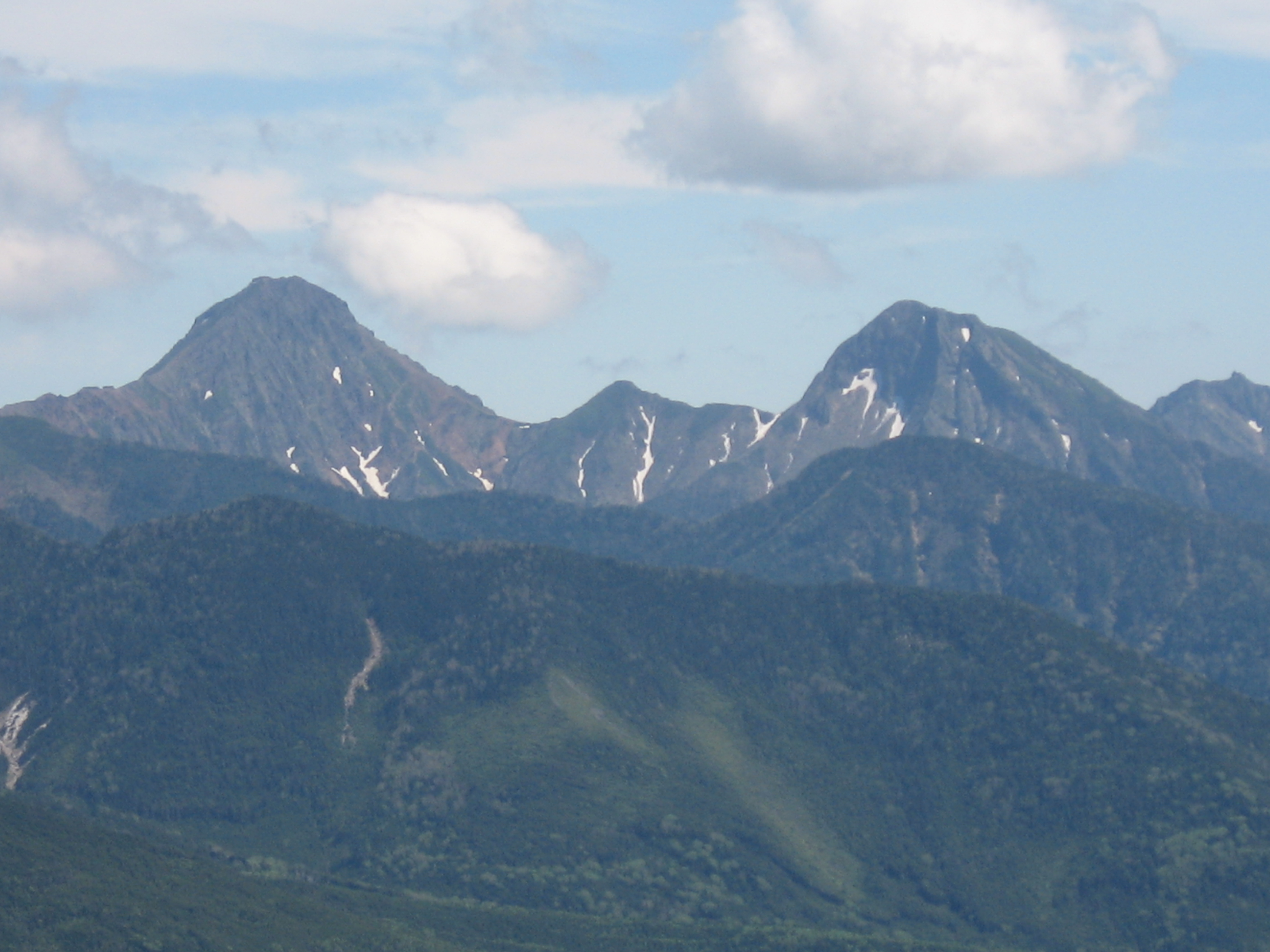
赤岳（左）、中岳（中央）、阿弥陀岳（右）